# LHS 292

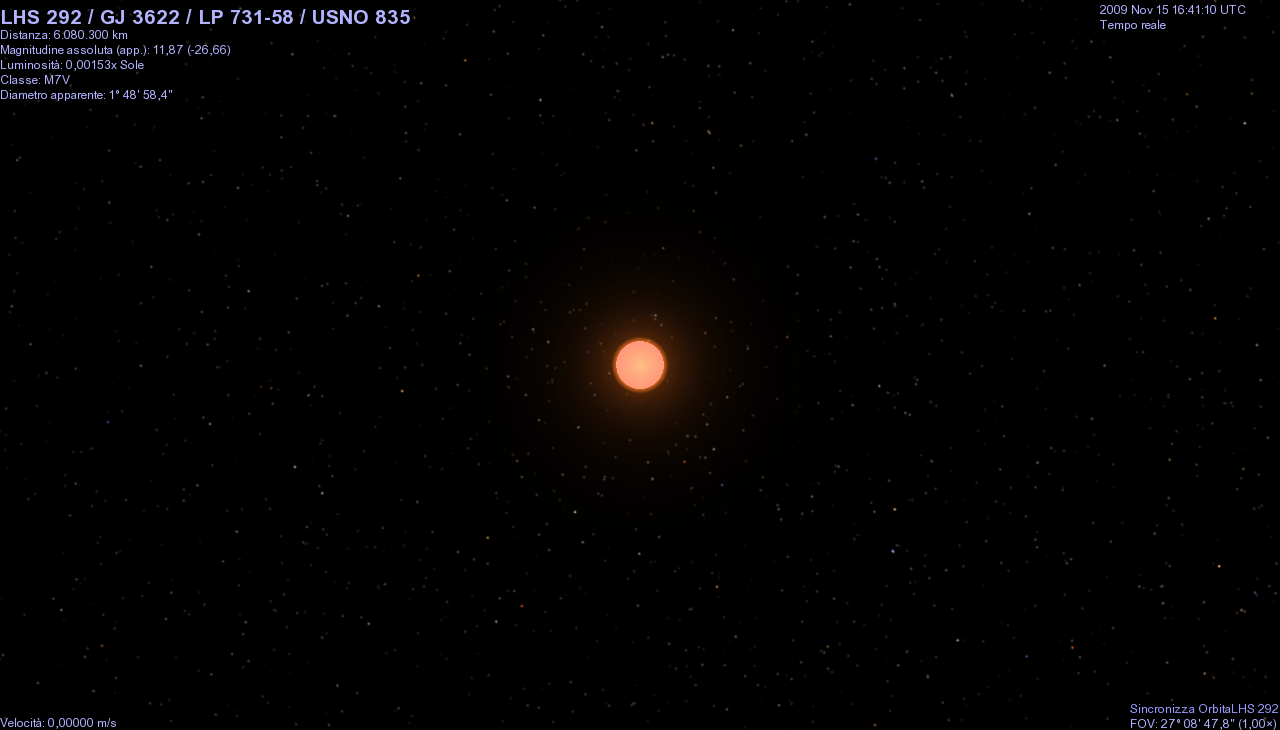
Foto da estrela anã vermelha LHS 292, tirada em 2009.

LHS 292, também conhecida como GJ 3622 e LP 731-58, é uma estrela anã vermelha que está localizada na constelação de Sextans. É demasiada fraca para ser vista a olho nu e requer o uso de um grande telescópio amador para ser observada. Ela está relativamente próxima do Sol a uma distância de cerca de 14,8 anos-luz. LHS 292 é uma estrela que pode aumentar subitamente seu brilho por curtos períodos de tempo. As estrelas mais próximas de LHS 292 são Ross 128 e DEN 1048-3956, respectivamente a 5,8 e 7,1 anos-luz de distância.